# Bélgica en los Juegos Paralímpicos de Río de Janeiro 2016
Bélgica estuvo representada en los Juegos Paralímpicos de Río de Janeiro 2016 por un total de 29 deportistas, 19 hombres y 10 mujeres.

## Medallistas
El equipo paralímpico belga obtuvo las siguientes medallas:
| Nombre                                                       | Deporte                  | Evento                                      |
| ------------------------------------------------------------ | ------------------------ | ------------------------------------------- |
| Oro                                                          |                          |                                             |
| Peter Genyn                                                  | Atletismo                | 100 m T51 masculino                         |
| Peter Genyn                                                  | Atletismo                | 400 m T51 masculino                         |
| Michèle George                                               | Hípica                   | Doma individual estilo libre grado IV mixto |
| Laurens Devos                                                | Tenis de mesa            | Individual 9 masculino                      |
| Florian Van Acker                                            | Tenis de mesa            | Individual 11 masculino                     |
| Plata                                                        |                          |                                             |
| Marieke Vervoort                                             | Atletismo                | 400 m T52 femenino                          |
| Kris Bosmans                                                 | Ciclismo en ruta         | Ruta C1-3 masculino                         |
| Michèle George                                               | Hípica                   | Doma individual grado IV mixto              |
| Bronce                                                       |                          |                                             |
| Marieke Vervoort                                             | Atletismo                | 100 m T52 femenino                          |
| Jonas Van de Steene Christophe Hindricq Jean-François Deberg | Ciclismo en ruta         | Relevo por equipos H2-5 mixto               |
| Joachim Gérard                                               | Tenis en silla de ruedas | Individual masculino                        |